# Vólnoie (Adiguèsia)
|  | Per a altres significats, vegeu «Vólnoie». |

Vólnoie - Вольное (rus) - és un poble de la República d'Adiguèsia, a Rússia. Es troba a la vora esquerra del riu Labà, a 34 km al sud-est de Koixekhabl i a 47 km a l'est de Maikop, la capital de la república.
Pertanyen a aquest municipi els khútors de Karmolino-Guidroïtski i Xelkovnikov.